# 1699 au Canada
Pour un article plus général, voir Chronologie du Canada.
Cet article traite des événements qui se sont produits durant l'année 1699 au Canada.

## Événements
- 2 mars : Pierre Le Moyne d'Iberville découvre l'embouchure du fleuve Mississippi. Fondation de la Louisiane.
- Construction du Monastère des Ursulines de Trois-Rivières.

## Décès
- 21 février : Didace Pelletier, récollet et bâtisseur d'église.
- 16 mai : Séraphin Margane de Lavaltrie, capitaine de milice et seigneur.
- 3 juin : Louis-Pierre Thury, missionnaire en Acadie.
- 4 août : Bénigne Basset, notaire et arpenteur.